# Ipomoea saxicola
Ipomoea saxicola är en vindeväxtart som beskrevs av G.R. Proctor. Ipomoea saxicola ingår i släktet praktvindor, och familjen vindeväxter. Inga underarter finns listade i Catalogue of Life.